# Oussama Darragi
Oussama Darragi (ur. 3 kwietnia 1987 w Tunisie) – tunezyjski piłkarz grający na pozycji ofensywnego pomocnika. Mierzy 190 cm wzrostu.

## Kariera klubowa
Karierę piłkarską Darragi rozpoczął w klubie Espérance Tunis wywodzącym się ze stolicy kraju, Tunisu. W 2007 roku zadebiutował w jego barwach w rozgrywkach pierwszej ligi tunezyjskiej. W 2008 roku osiągnął swój pierwszy sukces w karierze, gdy zdobył Puchar Tunezji. W 2009 roku wywalczył z nim mistrzostwo Tunezji, wygrał Arabską Ligę Mistrzów oraz Puchar Zdobywców Pucharów Afryki Północnej.

## Kariera reprezentacyjna
W reprezentacji Tunezji Darragi zadebiutował w 2008 roku. W eliminacjach do Mistrzostw Świata w RPA strzelił 2 gole w spotkaniach z: Mozambikiem (2:0) i Nigerią (2:2). W 2010 roku w Pucharze Narodów Afryki 2010 zagrał w jednym meczu, z Zambią (1:1).